# UAE Team Emirates/2020
Deze pagina geeft een overzicht van de UAE Team Emirates UCI World Tour wielerploeg in 2020.

## Algemeen
Algemeen manager: Matxin Joxean Fernández
Teammanager: Neil Stephens
Ploegleiders: Aurelio Corral Ruiz, Matxin Joxean Fernández, Andrej Hauptman, Marco Marzano, Simone Pedrazzini, Allan Peiper, John Wakefield
Fietsen: Colnago

## Renners
| Naam                   | Geboortedatum | Nationaliteit                | Ploeg 2019            |
| ---------------------- | ------------- | ---------------------------- | --------------------- |
| Andrés Ardila          | 02-06-1999    | Colombia                     | -                     |
| Fabio Aru              | 03-07-1990    | Italië                       |                       |
| Mikkel Bjerg           | 03-11-1998    | Denemarken                   | Hagens Berman Axeon   |
| Tom Bohli              | 17-01-1994    | Zwitserland                  |                       |
| Sven Erik Bystrøm      | 21-01-1992    | Noorwegen                    |                       |
| Valerio Conti          | 30-03-1993    | Italië                       |                       |
| Rui Costa              | 05-10-1986    | Portugal                     |                       |
| Alessandro Covi        | 28-09-1998    | Italië                       | Team Colpack          |
| David de la Cruz       | 06-05-1989    | Spanje                       | Team Sky              |
| Joe Dombrowski         | 12-05-1991    | Verenigde Staten             | EF Education First    |
| Davide Formolo         | 25-10-1992    | Italië                       | BORA-hansgrohe        |
| Fernando Gaviria       | 19-08-1994    | Colombia                     |                       |
| Sergio Henao           | 05-08-1993    | Colombia                     |                       |
| Alexander Kristoff     | 05-07-1987    | Noorwegen                    |                       |
| Vegard Stake Laengen   | 07-02-1989    | Noorwegen                    |                       |
| Marco Marcato          | 11-02-1984    | Italië                       |                       |
| Brandon McNulty        | 02-04-1998    | Verenigde Staten             | Rally Cycling         |
| Yousif Mirza           | 08-10-1988    | Verenigde Arabische Emiraten |                       |
| Sebastián Molano       | 04-11-1994    | Colombia                     |                       |
| Cristian Camilo Muñoz  | 20-03-1996    | Colombia                     |                       |
| Ivo Oliveira           | 05-09-1996    | Portugal                     |                       |
| Rui Oliveira           | 05-09-1996    | Portugal                     |                       |
| Jasper Philipsen       | 02-03-1998    | België                       |                       |
| Tadej Pogačar          | 21-09-1998    | Slovenië                     |                       |
| Jan Polanc             | 06-10-1992    | Slovenië                     |                       |
| Edward Ravasi          | 05-06-1994    | Italië                       |                       |
| Aljaksandr Raboesjenka | 12-10-1995    | Wit-Rusland                  |                       |
| Maximiliano Richeze    | 07-03-1983    | Argentinië                   | Deceuninck–Quick-Step |
| Oliviero Troia         | 01-09-1994    | Italië                       |                       |
| Diego Ulissi           | 15-07-1989    | Italië                       |                       |

### Vertrokken
| Naam              | Geboortedatum | Nationaliteit | Ploeg 2020                 |
| ----------------- | ------------- | ------------- | -------------------------- |
| Simone Consonni   | 12-09-1994    | Italië        | Cofidis, Solutions Crédits |
| Kristijan Đurasek | 26-07-1987    | Kroatië       | geschorst*                 |
| Roberto Ferrari   | 09-03-1983    | Italië        | gestopt                    |
| Daniel Martin     | 20-08-1986    | Ierland       | Israel Start-Up Nation     |
| Manuele Mori      | 09-08-1980    | Italië        | gestopt                    |
| Simone Petilli    | 04-05-1993    | Italië        | Circus-Wanty-Gobert        |
| Rory Sutherland   | 08-02-1982    | Australië     | Israel Start-Up Nation     |

* geschorst vanwege betrokkenheid bij Operatie Aderlass

## Overwinningen
| Nationale kampioenschappen wielrennen Noorwegen - wegwedstrijd: Sven Erik Bystrøm Portugal - tijdrit: Ivo Oliveira Portugal - wegwedstrijd: Rui Costa Slovenië - tijdrit: Tadej Pogačar Ronde van San Juan 2e etappe: Fernando Gaviria 4e etappe: Fernando Gaviria 7e etappe: Fernando Gaviria Ronde van Saoedi-Arabië 1e etappe: Rui Costa Ronde van Valencia 2e etappe: Tadej Pogačar 4e etappe: Tadej Pogačar Eindklassement: Tadej Pogačar Jongerenklassement:Tadej Pogačar Tour Colombia 2e etappe: Sebastián Molano 3e etappe: Sebastián Molano 5e etappe: Sebastián Molano Puntenklassement: Sebastián Molano | Ronde van de Verenigde Arabische Emiraten 5e etappe: Tadej Pogačar Jongerenklassement: Tadej Pogačar Ploegenklassement: *1) Ronde van Burgos 2e etappe: Fernando Gaviria Critérium du Dauphiné 3e etappe: Davide Formolo Bergklassement: David de la Cruz Ronde van de Limousin 2e etappe: Fernando Gaviria 3e etappe: Jasper Philipsen Ronde van Frankrijk 1e etappe: Alexander Kristoff 9e etappe: Tadej Pogačar 15e etappe: Tadej Pogačar 20e etappe: Tadej Pogačar Eindklassement: Tadej Pogačar Bergklassement: Tadej Pogačar Jongerenklassement: Tadej Pogačar | Ronde van Luxemburg 1e etappe: Diego Ulissi 4e etappe: Diego Ulissi Eindklassement: Diego Ulissi Puntenklassement: Diego Ulissi Ronde van Toscane Fernando Gaviria BinkcBank Tour 1e etappe: Jasper Philipsen Ronde van Italië 2e etappe: Diego Ulissi 13e etappe: Diego Ulissi Ronde van Spanje 15e etappe: Jasper Philipsen |

*1) Ploeg Ronde van de Verenigde Arabische Emiraten: Bystrøm, Formolo, Gaviria, Pogačar, Richeze, Troia, Ulissi
Mannen:1991 · 1992 · 1993 · 1994 · 1995 · 1996 · 1997-1998 · 1999 · 2000 · 2001 · 2002 · 2003 · 2004 · 2005 · 2006 · 2007 · 2008 · 2009 · 2010 · 2011 · 2012 · 2013 · 2014 · 2015 · 2016 · 2017 · 2018 · 2019 · 2020 · 2021 · 2022 · 2023 · 2024 · 2025
Vrouwen:2022 · 2023 · 2024 · 2025
AG2R-La Mondiale · Astana Pro Team · Bahrain McLaren · BORA-hansgrohe · CCC Team ·  Cofidis, Solutions Crédits · Deceuninck–Quick-Step · EF Education First · Groupama-FDJ · Israel Start-Up Nation · Lotto Soudal · Mitchelton-Scott · Movistar Team ·  NTT Pro Cycling · Team INEOS · Team Jumbo-Visma · Team Sunweb · Trek-Segafredo · UAE Team Emirates